# Маркетинг у соціальних мережах
Ма́ркетинг у соціа́льних мере́жах, або SMM (англ. social media marketing) — комплекс заходів щодо використання соціальних медіа як каналів для просування компаній та вирішення інших бізнес-завдань. Попри те, що терміни "електронний маркетинг" та "цифровий"маркетинг" переважають у наукових колах, маркетинг соціальних мереж стає все більш популярним для практикуючих, так і для дослідників. Більшість соціальних медіаплатформ мають вбудовані інструменти аналізу даних, що дозволяють компаніям відстежувати прогрес, успіх та залучення рекламних кампаній. Компанії вирішують різноманітні зацікавлені сторони через маркетинг соціальних мереж, включаючи поточні та потенційні клієнти, поточні та потенційні працівники, журналісти, блогери та широку громадськість.
Використовуючи маркетинг соціальних мереж, фірми можуть дозволити клієнтам та користувачем Інтернету розміщувати користувальницький вміст (наприклад, онлайн-коментарі, відгуки продуктів тощо), також відомі як «зароблені засоби масової інформації», а не використовувати маркетолог рекламну копію.

## Історія
SMM з'явився пізніше за розкрутку сайтів (SEO) у пошукових системах. Точну дату назвати неможливо, але її можна пов'язати з початком роботи перших соціальних мереж. SMM тоді став свого роду відгалуженням SEO. SMM став ефективним інструментом після створення великих соціальних мереж, подібних Facebook або Твіттер.

## Цілі та тактика
Однією з основних цілей використання соціальних мереж у маркетингу є як інструмент комунікації, який робить компанії доступними тим, хто зацікавлений у своїх продуктах, і робить їх видимими тим, хто не знає про них. Ці компанії використовують соціальні мережі, щоб створити Buzz, а також, щоб залучити більше клієнтів. Це єдина форма маркетингу, яка може вказувати споживачам пальцем на кожний етап покупки. Маркетинг через соціальні медіа також має інші переваги. З перших 10 факторів, які співвідносяться з сильним пошуком Google Organic, сім є залежними від соціальних мереж. Це означає, що якщо бренди менш активні або зовсім неактивні у соціальних мережах, вони, як правило, демонструють менше в Google Searches. У той час, як платформи, такі як Twitter, Facebook, та Google+, мають більшу кількість щомісячних користувачів, на основі мобільних платформ для обміну інформацією на основі візуальних медіа, однак, Garner більш високий рівень взаємодії та зареєстрував найшвидший ріст і змінили способи, якими користувалися споживачам з вмістом бренду. Instagram має швидкість взаємодії 1,46 %, що щомісяця на 130 мільйонів користувачів, на відміну від Twitter, який має швидкість взаємодії 0,03 % з середнім 210 мільйонами щомісячних користувачів. На відміну від традиційних засобів масової інформації, які часто є недоступним для багатьох компаній, стратегія соціальних медіа не вимагає астрономічного бюджету.
З цією метою компанії використовують платформи, такі як Facebook, Twitter, YouTube та Instagram, щоб досягти аудиторії набагато ширше, ніж за допомогою традиційного друку / телевізійного / радіореклами лише за часткою вартості, оскільки більшість сайтів соціальних мереж можуть використовуватись на невеликій або безплатній основі (однак, деякі вебсайт дають компаніям можливість придбати преміум підписку з ширшими можливостями). Це змінило способи взаємодії з клієнтами, оскільки значний відсоток споживчих взаємодій тепер здійснюється над онлайн-платформами з набагато більшою видимістю. Клієнти тепер можуть розміщувати відгуки продуктів та послуг, курсу обслуговування клієнтів, а також ставити питання або голос, пов'язані безпосередньо з компаніями через платформи соціальних мереж. Відповідно до успіху вимірювання, понад 80 % споживачів використовують вебсайти для дослідження продуктів та послуг. Таким чином, маркетинг соціальних мереж також використовується підприємствами, щоб побудувати відносини довіри зі споживачами. З цією метою компанії також можуть наймати працівників, щоб спеціально виконувати ці взаємодії у соціальних мережах, які зазвичай ведуться від імені власника компанії або від самої компанії. Обробка цих взаємодій задовільним чином може призвести до збільшення споживчої довіри. Для цієї мети, так і для закріплення сприйняття громадськістю компанії, для розв'язання проблем споживачів, визначаючи ступінь соціальної балаканини, залучення впливу, що допомагає та розвивати пропорційну відповідь.

## Інструменти
Набір засобів SMM досить великий, адже він покликаний зацікавити не «пошукових роботів», а живих людей. Головне завдання — вписатися в систему тієї соціальної мережі, в якій проводиться рекламна кампанія.
Необхідно провести таку кампанію, яка пробудить інтерес до сайту з боку максимальної кількості членів соціальної мережі, одночасно не викликаючи нарікань з боку адміністрації ресурсу. Головним чином використовується публікація матеріалів, цікавих користувачам мережі.
Як висновок, оптимізатору необхідно мати високий рівень майстерності для того щоб не бути включеним в число спамерів.

## Принципи просування
1. ви маєте стати «своїм» у співтоваристві;
2. публікуйте корисну інформацію і не тільки зі своїх сайтів;
3. якщо не можете стати своїм у чужому співтоваристві — створіть щось своє за вашою тематикою;
4. ваша інформація має бути цікавою навіть тоді, коли це рекламна інформація;
5. якщо ви опублікуєте суперечливу інформацію, то пам'ятайте, що у вас з'являться як прихильники, так і противники;
6. важливим фактором є вік та авторитетність акаунту

Просування в соціальних мережах дозволяє точково впливати на цільову аудиторію, вибирати майданчики, де ця аудиторія більшою мірою представлена, і найбільш відповідні способи комунікації з нею, при цьому в найменшій мірі зачіпаючи незацікавлених в цій рекламі людей.

### Переваги SMM
- впізнаваність бренду;
- робота з цільовою аудиторією;
- прямий зворотній зв'язок;
- покриває ЦА, яка не реагує на класичні види реклами;
- поєднує маркетинг і піар;

### Недоліки SMM
- необхідність бути комунікабельним і підлаштовуватися під аудиторію;
- підходить не всім брендам і видам послуг;
- неправильний підхід викличе негатив у споживача;
- висока конкурентність.

## Основні методи
- створення сторінки бренду (представництво компанії в соціальних медіа[10])
- робота з блогосферою
- репутаційний менеджмент
- персональний брендинг

## Платформи та їх можливості
- Facebook
- Instagram
- Google+
- LinkedIn
- Twitter
- Blogger
- Whatsapp
- Snapchat
- YouTube
- TikTok